# Gymnasien I und II im Ellental
Die Gymnasien I und II im Ellental (auch Ellentalgymnasien oder fälschlicherweise Ellentalgymnasium genannt) sind staatliche Gymnasien in Bietigheim-Bissingen mit rund 1500 Schülern und etwa 135 Lehrkräften. De jure sind die Ellentalgymnasien zwei Gymnasien, de facto nur ein Gymnasium. Damit sind die Ellentalgymnasien das einzige Doppelgymnasium in Baden-Württemberg.

## Geschichte
1479 stiftete Hans Flechsner „das alte Schulhaus bei der Stadtkirch“ (erste urkundliche Erwähnung der Lateinschule). Sebastian Hornmold förderte diese Lateinschule im 16. Jahrhundert im Sinne von Humanismus und Reformation. 1557 kaufte die Stadt zwei Gebäude im Schulgäßchen, die für fast 400 Jahre Sitz der Lateinschule blieben. 1826 wurde der Lateinschule eine stärker gegenwartsbezogene „Realabteilung“ angegliedert. 1908 wurde die Lateinschule Realschule. 1927 wurde die 6. Klasse mit Abschlussprüfung („Mittlere Reife“) eingeführt. 1953 erfolgte die Einweihung des neuen Schulgebäudes im Stadtteil Aurain und der dortige Ausbau zum neunklassigen Gymnasium.
1956 bestand der erste Abiturientenjahrgang in der Stadt seine Reifeprüfung. 1971 erfolgte der Umzug in das neue Schulgebäude im Ellental (1. Bauabschnitt), da die Räume im Aurain nicht mehr ausreichend Platz boten. 1973 wurde das Gymnasium in die Gymnasium I und Gymnasium II mit zwei getrennten Schulleitungen, aber in sehr enger organisatorischer, räumlicher und personeller Kooperation, geteilt.
1979 feierte die Stadt das 500-jährige Jubiläum der Lateinschule Bietigheim. 1982 bezog das Doppelgymnasium aus Platzmangel und steigenden Anmeldezahlen einen Erweiterungsbau („Anbau“). 1983 wurde eine eigene Sporthalle im Ellental in Betrieb genommen. So können die Ellentalgymnasien den Sportunterricht in zwei Sporthallen (der „Halle am Viadukt“ und der „Ellentalhalle“) abhalten. 2013 feierte die Schule „40 Jahre Ellentalgymnasien“, wozu ein Festakt veranstaltet und ein eigener Film von der mediaAG der Gymnasien gedreht wurde.

## Schulpartnerschaften
Die genannten Gymnasien bieten einen Schüleraustausch mit zwei Collèges für die Jahrgangsstufe 8 und mit dem Lycée Polyvalent Christoph-Colomb für die Jahrgangsstufe 10 aus der Partnerstadt Sucy-en-Brie an. Außerdem läuft ein Austauschprogramm mit der Collingwood School in der Partnergemeinde Surrey Heath. In der ungarischen Partnerstadt Szeksàrd pflegen die Gymnasien in der Klassenstufe 9 einen Austausch mit dem dortigen Gymnasium. In der Klassenstufe 10 bieten die Ellentalgymnasien einen Schüleraustausch mit der Partnerschule in Aranjuez (Spanien) an. Von 1989 bis 2010 bestand des Weiteren ein Austausch mit der Eynot Yarden High School im Oberen Galiläa, der Partnerregion des Landkreises Ludwigsburg. Dieser Schüleraustausch konnte aber von den Ellentalgymnasien nicht mehr fortgesetzt werden, da sich in Israel das politische Klima und die Vorgaben dafür stark verändert hatten.

## Kooperationen
Die Schulbibliothek ist eine nicht-öffentliche Zweigstelle der Otto-Rombach-Bücherei. Die Schüler können die Bibliothek in den Pausen als Aufenthaltsraum nutzen und sie können dort für Referate und Hausaufgaben recherchieren. Die Medienangebote der Bibliothek werden in den Unterricht miteinbezogen. In Kooperation zwischen der Bibliotheksleitung und dem Kollegium wird ein Spiralcurriculum entwickelt.
Die Gymnasien im Ellental haben einen Kooperationsvertrag mit dem Pädagogisch Kulturellen Centrum Ehemalige Synagoge Freudental abgeschlossen. Die Schüler der Klassenstufen 9 – J2 nehmen an Workshops im PKC teil und besuchen in Zusammenarbeit mit dem PKC Gedenkstätten des Nationalsozialismus in der Region. In der Jahrgangsstufe findet ein Seminarkurs „Erinnerung im Kreis Ludwigsburg / in der Region Stuttgart“ statt.

## Lehrangebote

### Profile
Die Gymnasien I und II im Ellental führen das naturwissenschaftliche und das sprachliche Profil. Beide Profile beginnen in der 5. Klassenstufe mit der ersten und in der 6. Klassenstufe mit der zweiten Fremdsprache. Im naturwissenschaftlichen Profil wird in den Klassenstufen 8 bis 10 das Fach Naturwissenschaft und Technik (NWT) oder Informatik, Mathematik, Physik (IMP) als Hauptfach eingeführt. Dementsprechend wird im sprachlichen Profil eine dritte Fremdsprache unterrichtet. Ansonsten ist der Fächerkanon und die Stundenzahl in beiden Profilen gleich.
An den Ellentalgymnasien ist folgende Profilwahl möglich:
| Klasse 5 | Klasse 6    | Klasse 8 |
| -------- | ----------- | -------- |
| Englisch | Latein      | NWT      |
| Englisch | Latein      | Spanisch |
| Englisch | Latein      | IMP      |
| Englisch | Französisch | NWT      |
| Englisch | Französisch | Spanisch |
| Englisch | Französisch | IMP      |

In den Klassenstufen 5 bis 7 besteht die Möglichkeit ein Streichinstrument zu erlernen oder eine zusätzliche Schulung der Stimme (Chor) zu erhalten. Die 2. Fremdsprache Latein wird ausschließlich in der Chor-Klasse unterrichtet.
Außerdem startete im Schuljahr 2016/2017 ein bilingualer Zweig: die Schüler und Schülerinnen in dieser Klasse haben in den Klasse 5 und 6 mehr Englischunterricht und ab Klasse 7 wird jeweils ein weiteres Fach auf Englisch unterrichtet.

### Latinum

#### A. Großes Latinum
Zweite Fremdsprache Latein ab Jahrgangsstufe 6 mit Latein in der Kursstufe (mit einem Durchschnitt der Kurse von mindestens 5 Punkten).

#### B. Latinum
Latein als zweite Fremdsprache: Unterricht in den Jahrgangsstufen 6 bis 10, Abschluss mit mindestens der Note 4.

### Arbeitsgemeinschaften
Es werden folgende Arbeitsgemeinschaften angeboten: Unterstufen-Musical-AG, Mittel- und Oberstufenchor, das kleine und das Sinfonieorchester, die Unterstufen-Big-Band und die Theater-AG treten jedes Jahr mit Aufführungen an die Öffentlichkeit, die Schulverschönerungs-AG verändert in jedem Jahr die Schule ein wenig. Die mediaAG ellental unterstützt Lehrer, Klassen, AGs, Schulleitung und die SMV bei Veranstaltungen und anderen Medienaufgaben (Plakate, Filme, Fotos), während sie sich eigenen Filmprojekten widmet. Neu werden im Rahmen des Ganztagsangebotes auch eine Rugby-, eine Tennis-, eine Basketball-, eine Fußball- und eine Gitarren-AG angeboten.

### Ganztagesangebot
An den Ellentalgymnasien besteht an vier Nachmittagen für die Klassenstufen 5 bis 7 ein offenes Ganztagesangebot aus Hausaufgabenbetreuung und AGs, die den künstlerischen, handwerklichen und sportlichen Bereich umfassen. Seit dem Schuljahr 2011/2012 bieten die Gymnasien in einer 5. Klasse ein gebundenes Ganztagesangebot an. Das bedeutet, die Schule gewährleistet an vier Tagen in der Woche eine Betreuung von 7:45 bis 14:45 Uhr.

## Auszeichnungen
- 2011: Verkehrspräventionspreis des Innenministeriums Baden-Württemberg für das Projekt „Radschulwegplan“ (1. Platz).[11]
- 2012: Schulpreis der Bietigheimer Zeitung und der Kreissparkasse Ludwigsburg für das Projekt „Radschulwegplan“ (2. Platz).[12]
- 2014: Schulpreis der Bietigheimer Zeitung und der Kreissparkasse Ludwigsburg für das Projekt „Erlebe Deine Stadt im Wandel/Stadtgeschichte“ (1. Platz).[13]
- 2015: „sengaa Schule“ – Schulpreis der Modeplattform  Sengaa für den Abiturjahrgang 2015 (1. Platz).[14]
- 2015: Landesauszeichnung „Fahrradfreundliche Schule“[15]
- 2016: Zertifizierung des Schulgartens durch den Landesverband für Obstbau, Garten und Landschaft Baden-Württemberg e. V. des Ministeriums für ländlichen Raum und Verbraucherschutz[16]
- 2016: Auszeichnung „MINT-freundliche Schule“[17]

## Bekannte Lehrkräfte und Absolventen
- Roland Bless, Musiker und Schlagzeuger[18]
- Vlad Chiriac, Schauspieler
- Patrick Cramer, Biochemiker
- Hartmut Engler, Sänger der Band Pur
- Gebhard Fürst, Bischof der römisch-katholischen Kirche
- Christoph Gärtner, Auktionator
- Christian Jung, FDP-Politiker
- Annett Kaufmann, Tischtennisspielerin
- Stefan Löwl, Politiker
- Linus Mathes, Handballspieler